# Enna estebanensis
Enna estebanensis är en spindelart som först beskrevs av Simon 1898.  Enna estebanensis ingår i släktet Enna och familjen Trechaleidae.
Artens utbredningsområde är Venezuela. Inga underarter finns listade i Catalogue of Life.